# Gwangyang-Fußballstadion
Das Gwangyang-Fußballstadion (kor. 광양축구전용구장) ist ein Fußballstadion in der südkoreanischen Stadt Gwangyang, Provinz Jeollanam-do. Es wird genutzt für Fußballspiele und ist das Heimstadion der Jeonnam Dragons. Das Stadion bietet 14.284 Sitzplätze, wurde von Januar 1992 bis 1993 erbaut und am 4. März des Jahres eingeweiht. Von 1993 bis 1994 spielten die POSCO Atoms dort. Seit 1995 tragen die Jeonnam Dragons hier ihre Heimspiele aus.
2007 war die Spielstätte eines von acht Stadien der U-17-Fußball-Weltmeisterschaft.

## Galerie

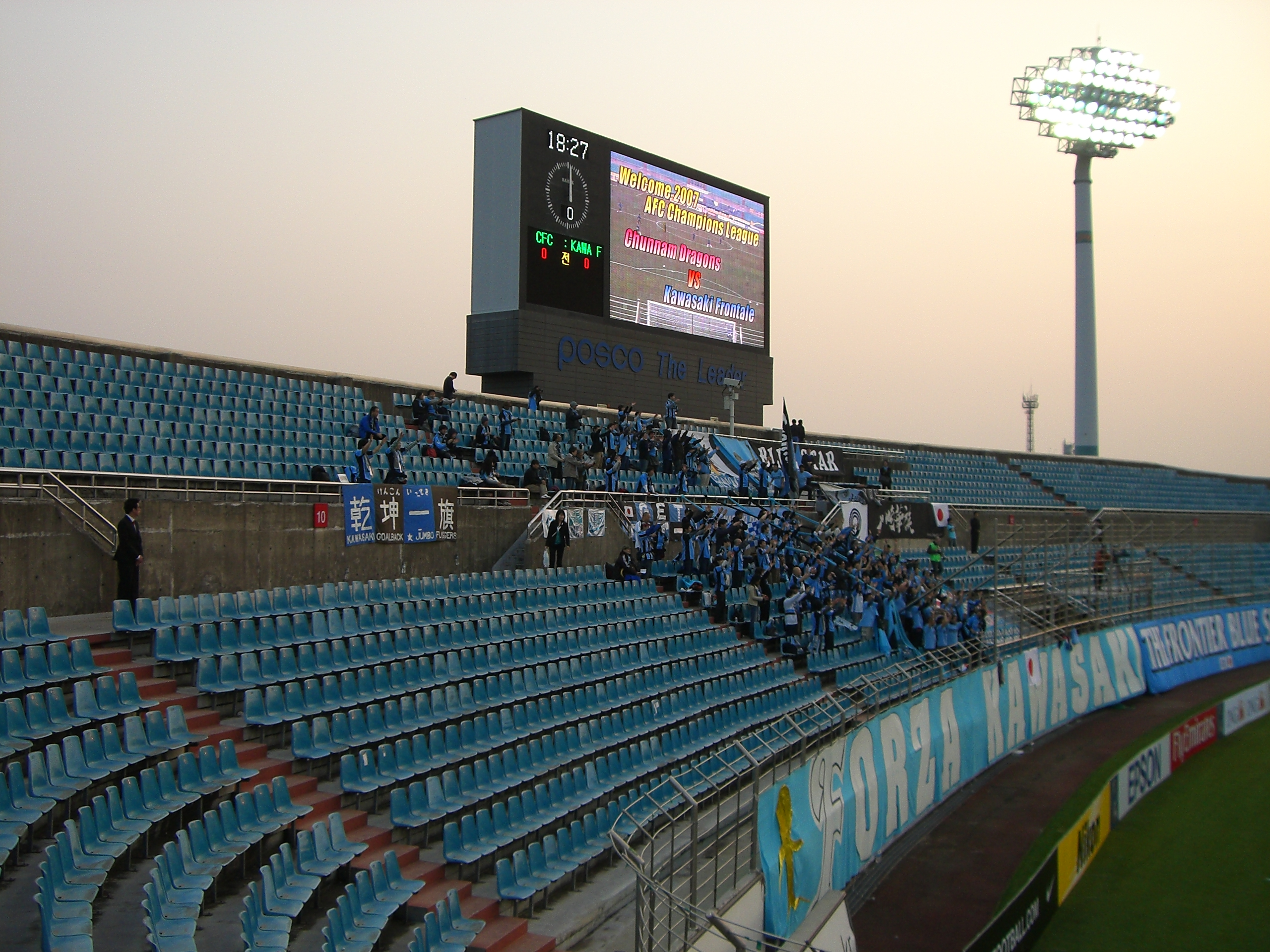
Die Videoanzeigetafel
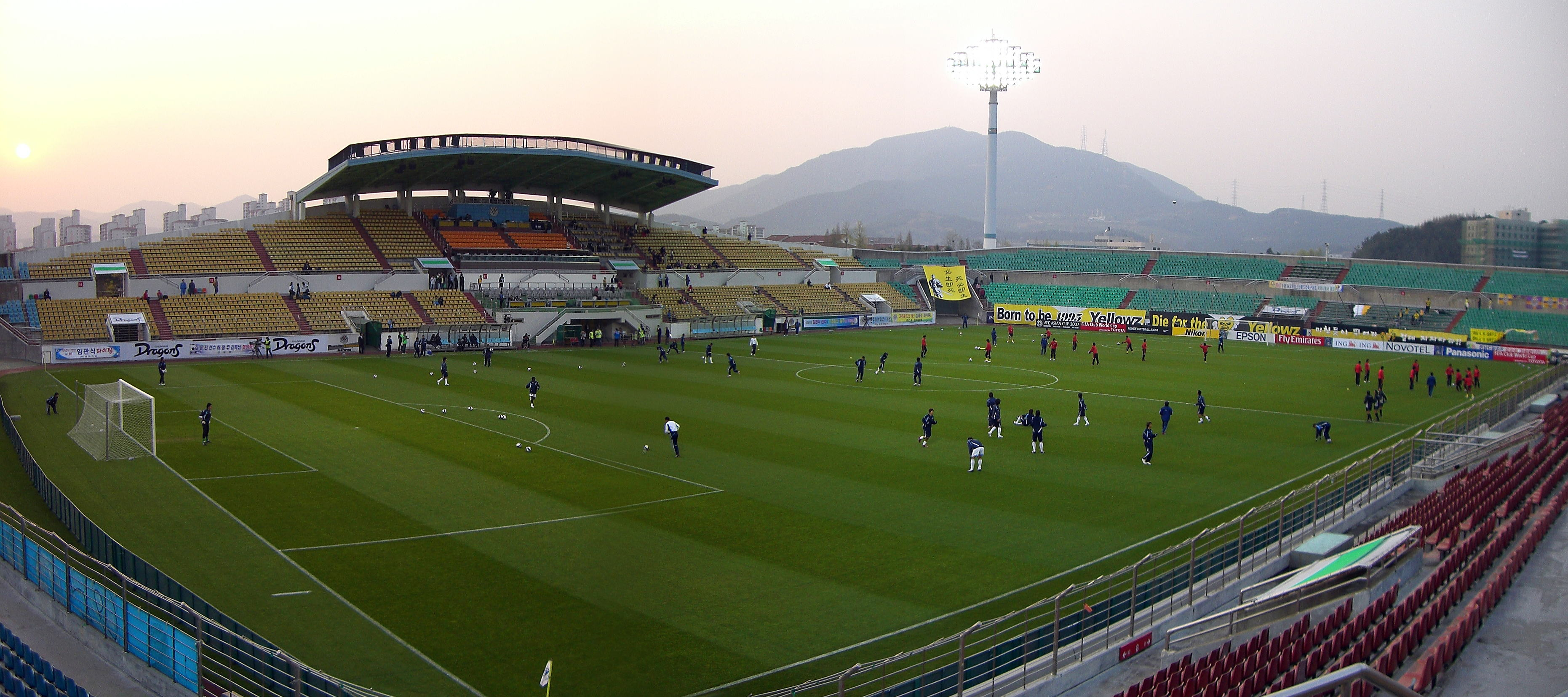
Das Stadion von der Gegentribüne aus
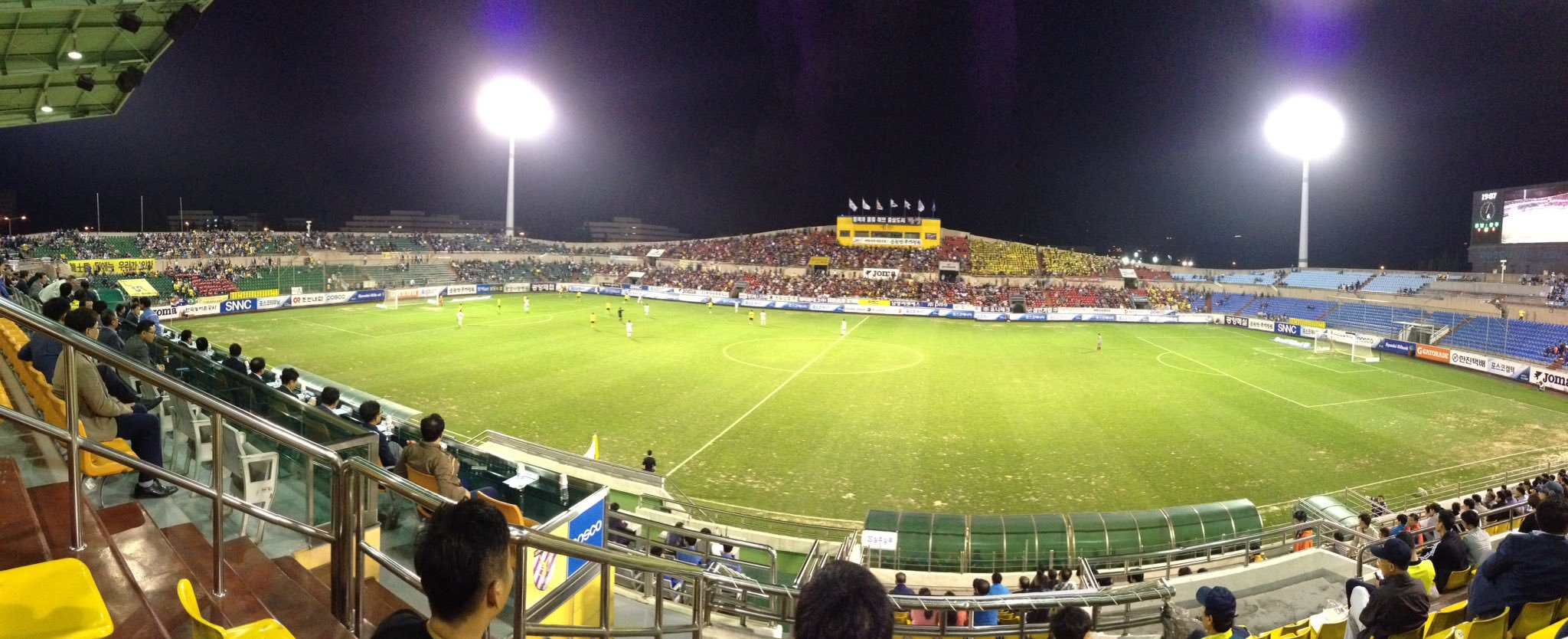
Gwangyang-Fußballstadion